# Lacul Rotundu
Lacul Rotundu este o arie protejată de interes național ce corespunde categoriei a I-a IUCN (rezervație naturală strictă de tip mixt), situată în județul Tulcea pe teritoriul administrativ al orașului Isaccea.

## Localizare
Aria naturală se află în partea nord-vestică a județului Tulcea (în nord-estul Deltei Dunării), în partea sudică a  Brațului Sulina, pe teritoriul sud-estic al orașului Isaccea, în apropierea drumului național DN22, care leagă municipiul Brăila de Tulcea.

## Descriere
Rezervația naturală Lacul Rotundu cu o suprafață de 228 ha. a fost declarat arie protejată prin Legea Nr.5 din 6 martie 2000, publicată în Monitorul Oficial al României, Nr.152 din 12 aprilie 2000 (privind aprobarea Planului de amenajare a teritoriului național - Secțiunea a III-a - zone protejate) și este inclus în Parcul Național Delta Dunării (rezervație a biosferei), parc național aflat pe lista patrimoniului mondial al UNESCO.
Aria naturală reprezintă o zonă lacustră (grinduri marine și fluvio-marine, lacuri, ghioluri, lacuri cu apă dulce, depresiuni de mică adâncime, pajiști cu vegetație de stepă) aflată în complexul lacustru Samova-Parcheș, ce asigură condiții prielnice de hrană și reproducere pentru mai multe specii din ihtiofauna României. 
În arealul rezervației sunt semnalate mai multe specii floristice (specifice zonelor umede), dintre care: pipirig (Juncus gerardii), alior de baltă (Euphorbia palustris) sau pir de mare (Elymus sabulosus).

## Atracții turistice
În vecinătatea rezervației naturale se află mai multe obiective de interes turistic (lăcașuri de cult, monumente istorice, sit-uri arheologice, arii protejate, zone naturale), astfel:

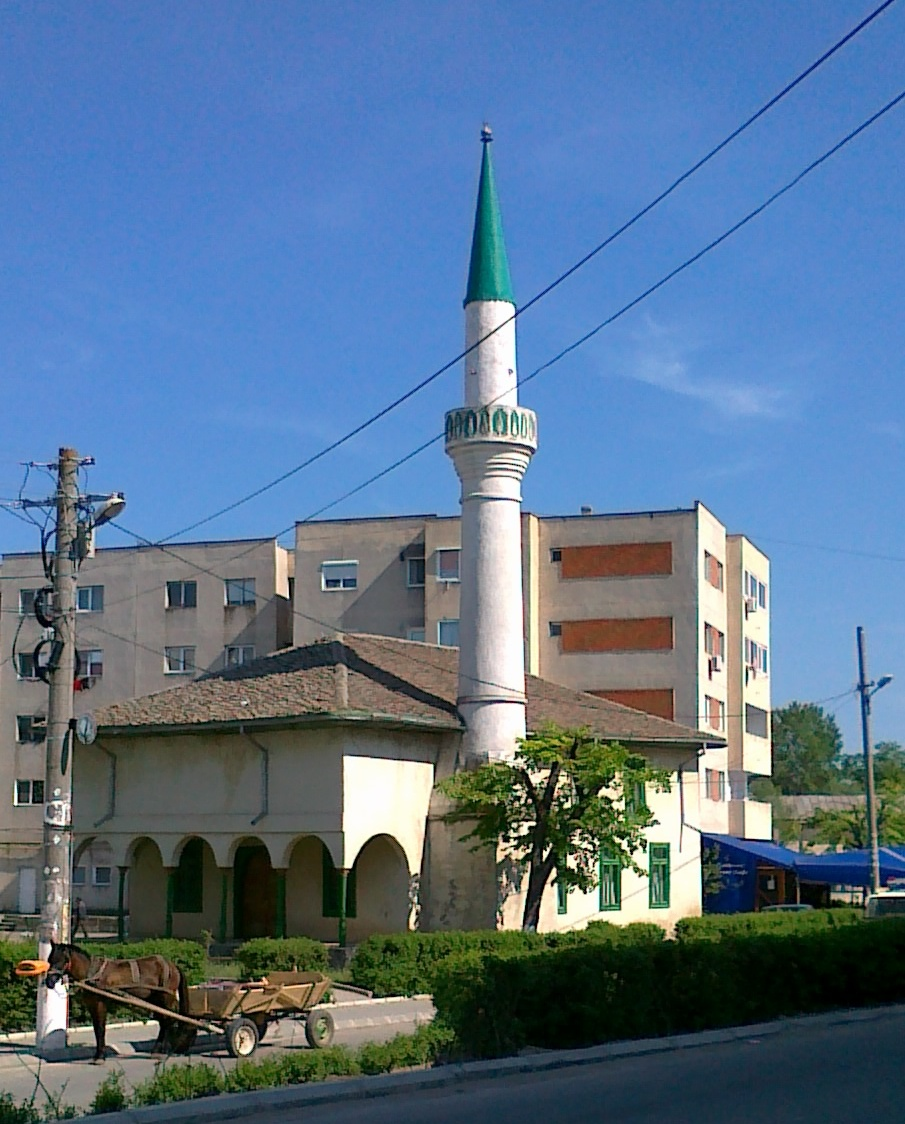
Moscheea Azizyie din Isaccea

- Moscheea Azizyie din centrul orașului Isaccea, construcție secolul al XVI-lea, monument arheologic.
- Cetatea Noviodunum (fostă bază unității militare navale Classis Flavia Moesica), veche fortificație romană la Dunăre, una dintre cele mai vechi cetăți din Dobrogea, monument istoric
- Mănăstirea Cocoșu, construcție 1833 (comuna Niculițel, Tulcea)
- Brațul Sulina
- Delta Dunării